# Múscul obturador extern
El múscul obturador extern (musculus obturatorius externus) és un múscul profund, pla i triangular que cobreix la superfície externa de la paret anterior de la pelvis, situat per davant del quadrat crural. De vegades es considera com a part del compartiment medial de la cuixa, mentre que altres autors el consideren com a part de la regió glútia.

## Insercions
L'obturador extern neix al marge ossi lateral de l'orifici de l'obturador, des de la branca del pubis i la branca esquerra de l'isqui. També té fascicles que parteixen de la superfície externa de la membrana de l'obturador i l'arc tendinós que completa el canal pel qual passen els vasos i nervis obturadors. Altres fibres surten de l'arc púbic i s'estenen per la superfície més interna d'aquest os fins a arribar a unir-se en un punt sobre la membrana de l'obturador.
Totes les fibres convergeixen i recorren un trajecte cap enrere, cap amunt i cap enfora, per acabar en un tendó que corre darrere del coll del fèmur fins a inserir-se en la fosseta del trocànter d'aquest os.

## Irrigació i innervació
L'obturador extern rep irrigació sanguínia de branques de l'artèria obturadora. La innervació la rep de fibres de la branca posterior del nervi obturador provinents de L3 i L4.
En el seu trajecte, l'obturador extern s'associa amb l'artèria i vena obturadora. Per la seva banda, la branca anterior del nervi obturador arriba la cuixa davant del múscul obturador extern, mentre que la branca posterior d'aquest nervi travessa al múscul.

## Funció
La contracció de l'obturador extern estabilitza l'articulació coxofemoral i produeix l'adducció del maluc o articulació coxofemoral. És a dir, aproxima el membre inferior cap a la línia mitjana del cos, especialment quan la cama està flexionada. L'obturador extern també causa la rotació lateral cap a fora del membre inferior.

## Imatges

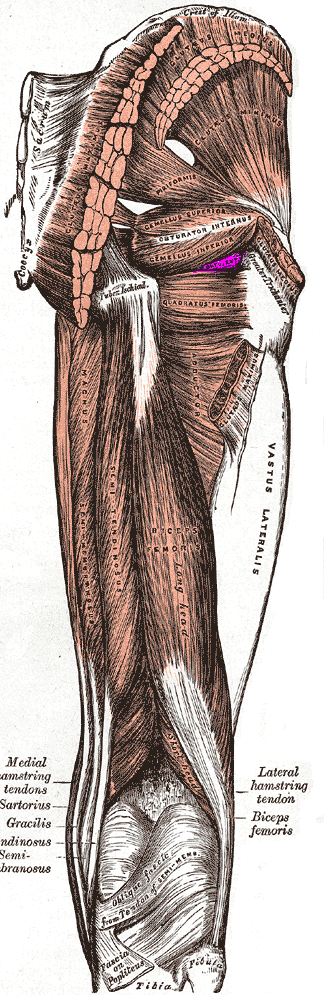
Els músculs de la part posterior de la cuixa. La inserció de l'obturador extern en color morat.
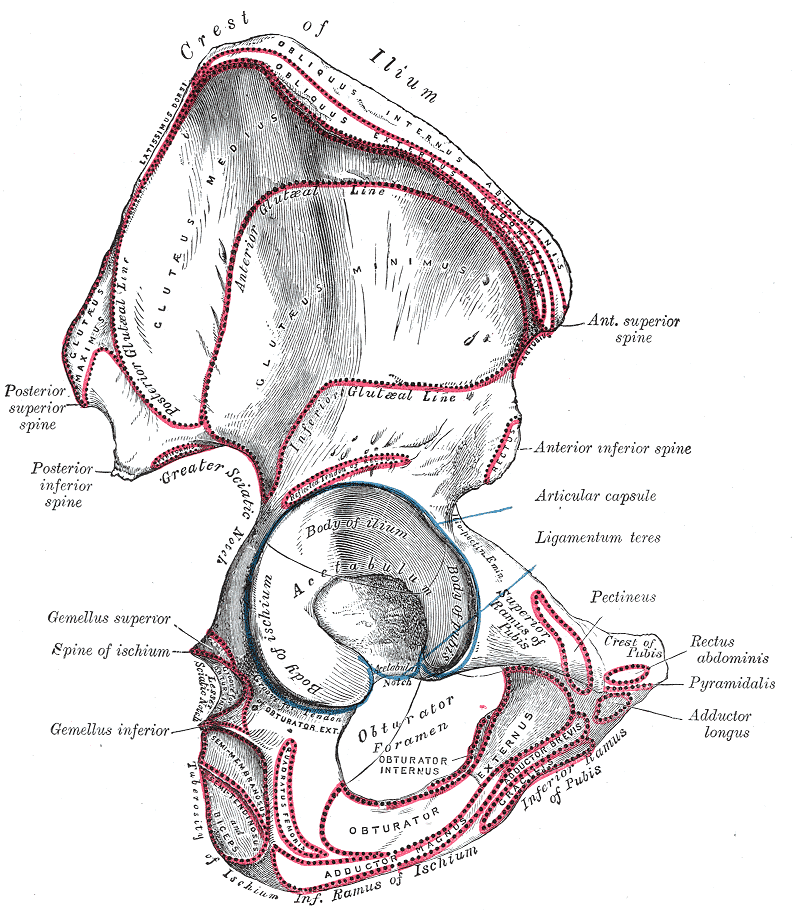
Superfície externa de l'Os del maluc dret.
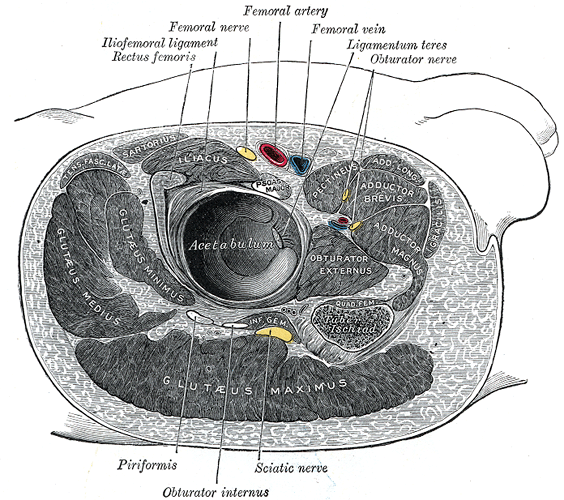
Estructures que envolten l'articulació del maluc dret.
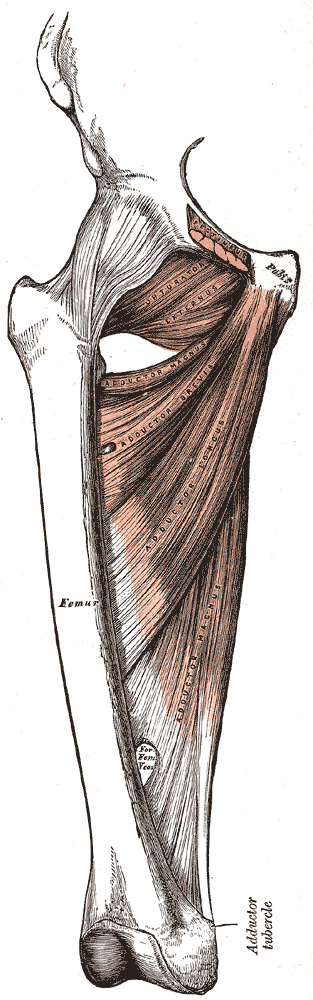
Músculs profunds de la regió femoral medial.
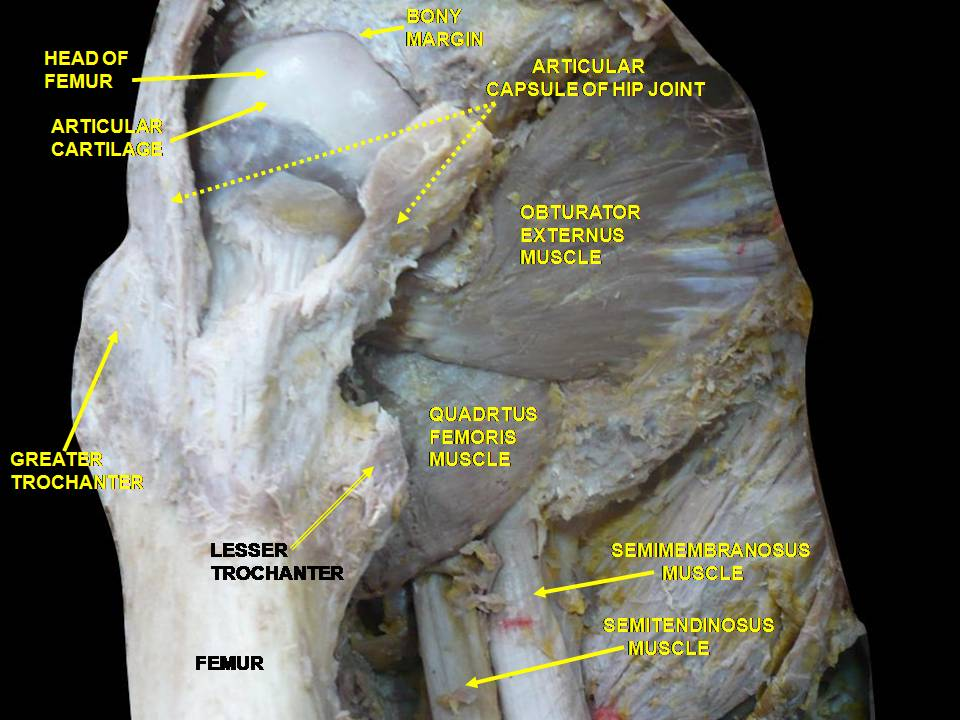
Dissecció profunda. Vista anterior.
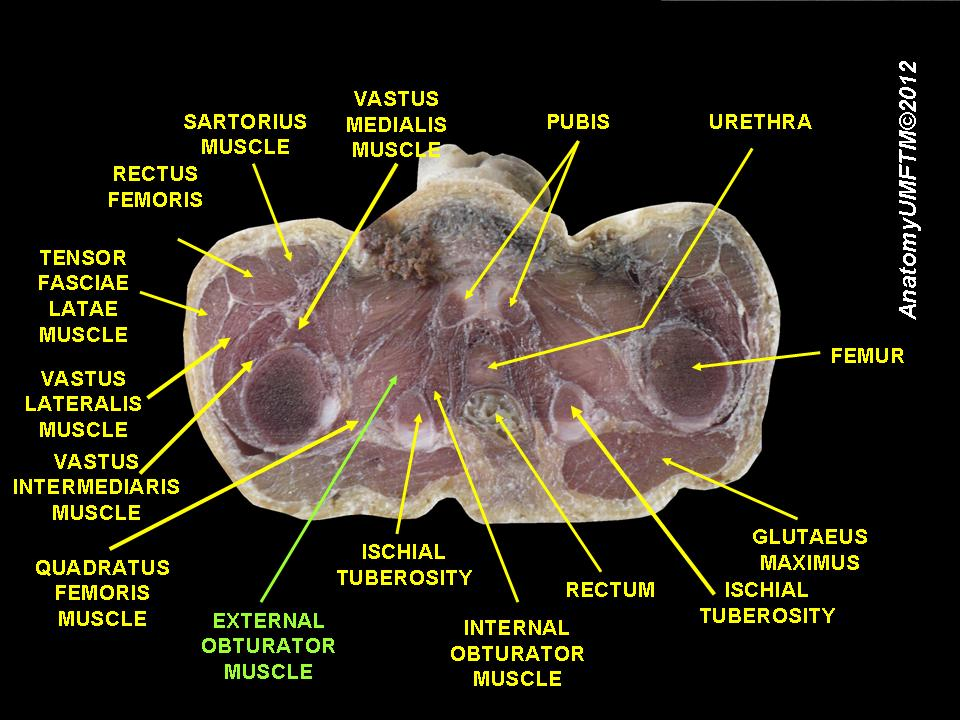
Múscul obturador extern.

|}